# Будинок Кекіна
Будинок Кекіна — будівля в Казані на вулиці Горького (будинок 8/9), пам'ятка міста. Будинок побудований в еклектичному стилі: поєднує модерн і неоготику. В елементах будівлі можна виявити мавританські мотиви.

## Історія
Будівництво велося в 1903—1905 роках архітектором Генріхом Рушем (1855—1905) і стало його останнім проектом. Замовником був купець-мільйонер Леонтій Володимирович Кекін, крім нового будинку вже володів кількома будинками в Казані.
Будівля використовувалася як прибутковий будинок. З 1910 по 1914 роки тут розміщувалися приватна гімназія В. І. Ряхіна, гімназія Педагогічного товариства для поширення освіти, підготовче училище Н. А. Беньовської, правління Казанського округу шляхів сполучення, бібліотека С. Я. Пальчинської, друкарня Л. Ф. Гросса, паперовий і книжковий магазин П. В. Шаталова, винно-бакалійна торгівля А. В. Афанасьєва, галантерейний магазин М. Р. Тухватулліна.
При радянській владі Будинок Кекіна перейшов у державну власність. У різний час у ньому працювали Казанський військовий комісаріат, Рупвод, дистанція цивільних споруд Горьківської залізниці, їдальня № 1.
В кінці XX століття будинок прийшов в аварійний стан. З 1998 року він не використовувався, було відключено опалення, через що йшло руйнування конструкцій. У 2005 році будівлю відновлено і модернізовано зі збереженням зовнішнього вигляду і додаванням сучасної інфраструктури, в тому числі підземного гаража. Відреставрована будівля призначене під торгово-офісне використання.